# Briefwisseling tussen Plinius en Trajanus over christenen
De briefwisseling (of correspondentie) tussen Plinius en Trajanus over christenen van rond het jaar 112 is het oudst overgeleverde voorbeeld van bestraffing van christenen door de overheid van het Romeinse Rijk. De brieven maken deel uit van de Epistulae, de brieven van Plinius de Jongere aan anderen en de antwoorden die hij ontving. Deel tien (X) van het boek bevatte zijn brieven van en naar keizer Trajanus; brief 96 (Epistula X.96) van Plinius en brief 97 (Epistula X.97) met Trajanus' antwoord gaan over christenen.

## Context

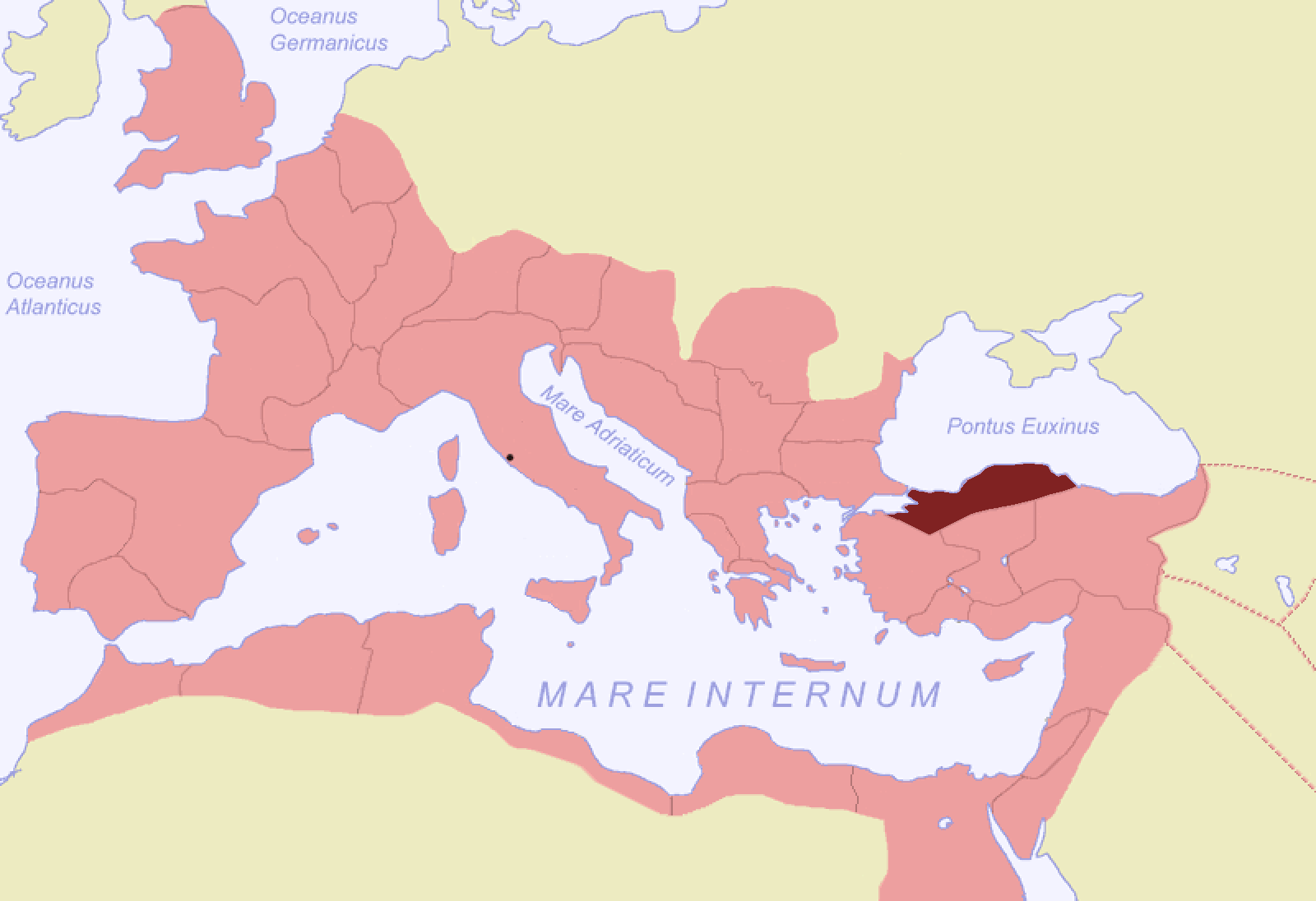
Ligging van Pontus et Bithynia in het Romeinse Rijk.

Plinius de Jongere, advocaat en politicus, bevriend met keizer Trajanus, werd in 112 na Chr. door Trajanus aangesteld als stadhouder van Bythinia (Noordwest-Anatolië).
In een brief aan Trajanus beschrijft Plinius hoe hij omgaat met gevallen waarin christenen – kennelijk aanhangers van een niet-Romeinse en dus dubieuze godsdienst – worden aangeklaagd, en hij vraagt Trajanus, of hij die zaken juist aanpakt. Trajanus beantwoordt de brief.
Aangezien van deze historisch belangrijke brieven op internet slechts Engelse, Duitse etc. vertalingen te vinden zijn, laten we hier de volledige brieven in het Nederlands volgen.

## De brieven
Brieven van en aan Plinius de Jongere, boek X.
[brief 96 (soms afwijkend genummerd)] Plinius aan keizer Trajanus
1. Het is mijn gewoonte, Heer, om alle zaken waarover ik twijfel aan U voor te leggen. Wie immers is beter in staat om mijn aarzeling en mijn onwetendheid te verhelpen? Ik ben nooit aanwezig geweest bij een feitenonderzoek betreffende christenen, en weet daarom niet, wat en tot hoe ver er gestraft, of onderzocht, behoort te worden.
2. Ik heb zeer getwijfeld of er rekening gehouden moet worden met de leeftijd van de aangeklaagde; en of er verschil gemaakt moet worden tussen tengere en robuustere personen; en of het feit dat iemand gestopt is met christen te zijn in zijn voordeel zou moeten gelden? En, of reeds de naam ‘christen’, zonder bijkomende schanddaden, gestraft zou moeten worden, of alleen de schanddaden die verbonden zijn met die naam? Tot nu toe heb ik, als christenen aan mij werden voorgeleid, de volgende lijn aangehouden.
3. Ik vroeg hen, of ze christen zijn. Zeiden ze “Ja”, dan herhaalde ik de vraag een tweede en nog een derde keer, waarbij ik hen telkens waarschuwde welke straf er voor hen dreigt. Hielden ze voet bij stuk dan gaf ik bevel om hen weg te voeren. Want ik twijfelde niet, dat, wat ook precies hun opvattingen inhouden, in ieder geval hun vasthoudendheid en onbuigzame obstinaatheid bestraft behoort te worden.
4. Sommigen, die eveneens deze waanzin aanhingen, heb ik ter beoordeling naar Rome laten zenden, omdat zij Romeins staatsburger waren. Toen bekend werd dat deze misdaad door mij actief bestreden wordt, nam het aantal aangiften sterk toe – zoals dat nu eenmaal gaat.
5. Er werd mij een anoniem pamflet voorgelegd waarin allerlei personen ervan werden beschuldigd christen te zijn. Wie ontkende christen te zijn of dit ooit te zijn geweest, en de Romeinse goden aanriep met de woorden die ik hem voorzei, en reukoffers en wijn offerde voor Uw afbeelding en voor de godsbeelden die ik voor deze gelegenheid had meegebracht, en bovendien Christus lasterde – iets waarvan gezegd wordt dat ware christenen er nimmer onder dwang toe te bewegen zijn – heb ik vrijgesproken en heengezonden.
6. Anderen die door aangevers waren genoemd zeiden eerst dat ze inderdaad christen waren, maar ontkenden het snel daarna. Weer anderen zeiden dat ze christen geweest waren, maar daarmee gestopt waren, de één al drie jaar geleden, de ander ‘al jaren geleden’, en sommigen zelfs ‘al twintig jaar geleden’. Ook zij allen hebben Uw afbeelding en de godsbeelden vereerd, en Christus gelasterd.
7. Zij verklaarden daarbij echter dat hun schuld, dan wel vergissing, erin had bestaan dat ze de gewoonte hadden om op een afgesproken dag voor zonsopgang bij elkaar te komen; een gebed op te dragen aan Christus als ware hij een god; niet elkaar plechtig te beloven een of ander misdrijf te gaan plegen, maar juist elkaar te beloven geen diefstal, banditisme in opdracht, of overspel te plegen, geen woordbreuk te plegen, en niet te weigeren om goederen die aan hen in bewaring waren gegeven terug te geven aan de rechtmatige eigenaar. Dat alles gedaan zijnde gingen ze dan uiteen, en kwamen op later tijdstip weer bij elkaar om te eten, gezamenlijk maar zonder daarbij snode plannen te beramen; daarmee waren ze echter gestopt na mijn edict, dat, overeenkomstig Uw opdracht, godsdienstige broederschappen verbiedt.
8. Daarna besloot ik dat het nu des te dringender was om twee dienstmeisjes, van wie gezegd werd dat ze [mis-]dienaressen waren, te martelen om zo de waarheid te weten te komen. Ik kon echter niets anders van hen gewaar worden dan krom en vreemd godsdienstig geleuter.
9. Daarom heb ik toen mijn onderzoekingen voorlopig opgeschort om de hele kwestie nu eerst aan U voor te leggen. Het lijkt me namelijk een zaak die belangrijk genoeg is voor Uwe aandacht, gezien het grote aantal mensen dat gevaar loopt. Velen immers, van alle leeftijden, van alle rangen en standen en van beide seksen, worden reeds in opspraak en daarmee in gevaar gebracht, of zullen dat nog worden. En deze verderfelijke besmetting heeft zich niet alleen verspreid in de steden, maar ook in dorpen en op boerenbedrijven. Toch denk ik, dat we de zaak nog kunnen keren en corrigeren.
10. Duidelijk is in ieder geval, dat de tempels, die al bijna niet meer bezocht werden, nu opnieuw drommen mensen trekken, dat de godsdienstige plechtigheden na lange onderbreking opnieuw plaatsvinden, en dat offerdieren, waar tot voor kort bijna geen vraag naar was, nu weer overal te koop worden aangeboden. Het lijkt dus duidelijk, dat een grote massa mensen van het slechte pad gered zou kunnen worden, als wij hen maar de ruimte zouden geven om hun misstap te berouwen.

[brief 97] Trajanus aan Plinius
1. Je hebt gehandeld zoals het hoort, beste Secundus, bij het onderzoeken van de zaken waarin christenen voor je gebracht werden. Er kan immers geen algemeen toepasbaar, vast procedé gegeven worden.
2. Je hoeft niet actief te zoeken naar christenen; als ze worden aangegeven en hun schuld wordt bewezen moeten ze gestraft worden, maar als iemand ontkent christen te zijn en dat bewijst, door een gebed tot onze goden te richten, dan moet zijn berouw ook leiden tot vergiffenis, ongeacht hoe verdacht zijn verleden is. Anonieme pamfletten mogen in strafzaken geen rol spelen. Want ze getuigen van een verwerpelijke instelling, en zijn niet van deze tijd.

## Nederlandse vertalingen
- Plinius: Majesteit! Correspondentie met keizer Trajanus, vertaald door Vincent Hunink en Roald Dijkstra, 2018, ISBN 9789025309626.

- Plinius de Jongere: De brieven. Vertaald door Ton Peters, 2001.
- Plinius Minor: Lofrede op keizer Trajanus: Panegyricus. Vertaald, ingeleid en voorzien van aantekeningen door F.J.A.M. Meijer en D. den Hengst. Ambo, 1990.